# NGC 4896
NGC 4896 (również PGC 44768 lub UGC 8117) – galaktyka eliptyczna (E-S0), znajdująca się w gwiazdozbiorze Warkocza Bereniki. Odkrył ją Guillaume Bigourdan 12 maja 1885 roku.
Według niektórych źródeł, taka identyfikacja obiektu NGC 4896 jest błędna, a Bigourdan zaobserwował wtedy galaktykę NGC 4895, lecz podał niepoprawną pozycję obiektu.